# نلفیناویر
نلفیناویر (NFV؛ با نام تجاری Viracept) یک داروی ضد رتروویروس است که در درمان ویروس نقص ایمنی انسانی (HIV) استفاده می‌شود. نلفیناویر متعلق به دسته داروهای مهار کننده‌های پروتئاز (PIs) است و مانند سایر داروهای این دسته تقریباً همیشه در ترکیب با سایر داروهای ضد رتروویروس استفاده می‌شود. مشخص شده‌است که نلفیناویر می‌تواند بر SARS-coronavirus مؤثر باشد، و برای درمان کووید-۱۹ مورد آزمایش قرار دارد.
نلفیناویر یک مهارکننده پروتئاز HIV-1 است که به صورت خوراکی برای درمان ویروس نقص ایمنی انسانی در دسترس است و به‌طور گسترده‌ای در ترکیب با مهار کننده‌های ترانس کریپتاز معکوس HIV برای درمان عفونت HIV تجویز می‌شود.
این دارو در سال ۱۹۹۲ ثبت شد و در سال ۱۹۹۷ برای استفاده پزشکی تأیید شد.

## سنتز

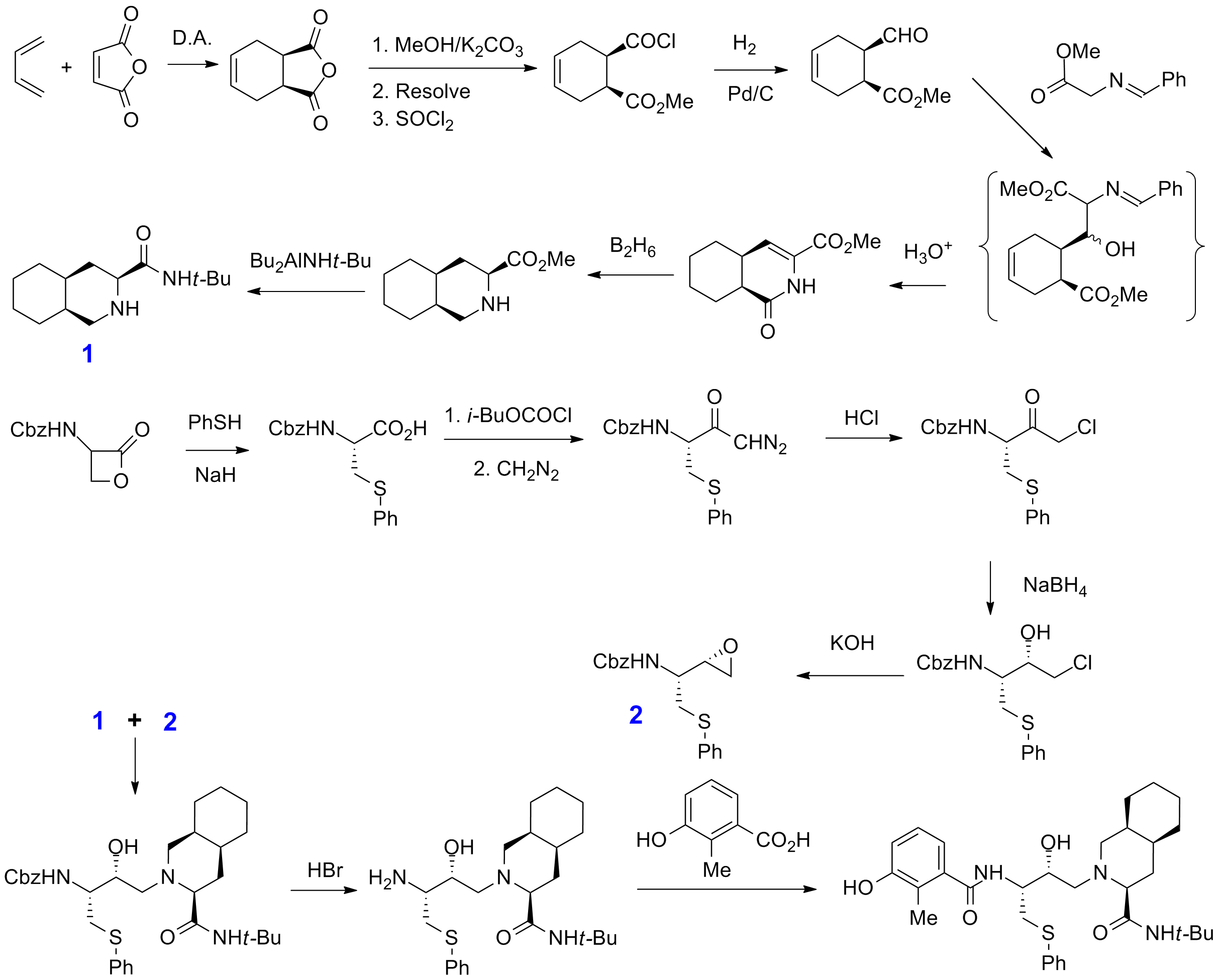
سنتز نلفیناویر:

## همچنین ببینید
- روغن کرچک
- ساکویناویر (با همان هسته پرهیدروایزوکینولین).